# Ayran, Birecik
Ayran là một thị trấn thuộc huyện Birecik, tỉnh Şanlıurfa, Thổ Nhĩ Kỳ. Dân số thời điểm năm 2011 là 2.524 người.